# The Row
The Row (conocida en México como Sociedad Secreta) es una película de terror y thriller de 2018, dirigida por Matty Beckerman, escrita por Sarah Scougal y protagonizada por Lala Kent, Randy Couture y Natali Yura, entre otros. El filme fue realizado por Emmett/Furla/Oasis Films (EFO Films) y Grindstone Entertainment Group, se estrenó el 27 de julio de 2018.

## Sinopsis
Una alumna de primer año de la facultad quiere ingresar en una hermandad de chicas, allí descubre un sombrío misterio luego de una sucesión de homicidios que aterran al campus.